# Landmann La 17
Der Landmann La 17 war ein mit einem Hilfsmotor ausgerüsteter Motorsegler. Er wurde am Institut für Flugzeugkonstruktion der Technischen Hochschule Dresden von einer Studienprojektgruppe unter der Leitung von Hermann Landmann entwickelt.

## Entwicklung/Konstruktion
Hermann Landmann verfolgte mit der Konstruktion des La 17 die Idee eines motorisierten und somit von der Thermik unabhängigen Schulsegelflugzeuges. Als Antrieb diente ein Zweitakt-Boxermotor eines BK-350-Motorrades in der Flügelvorderkante, der stark genug war, um das Flugzeug ohne Höhenverlust zu fliegen. Er trieb über eine Rohrwelle eine an der Flügelhinterkante sitzende Druckschraube an. Die Sitze des Fluglehrers und -schülers waren zur besseren Kommunikation leicht gestaffelt nebeneinander angeordnet. Die Konstruktion war vollständig aus Holz. Sie bestand im Prinzip aus der Pilotenwanne mit den Tragflügeln und dem mit ihr durch drei mit Kunststoff überzogenen Stahlrohren verbundenen Leitwerk. Die Tragflächen waren abgestrebt und besaßen ein Profil B 106. Das Fahrwerk umfasste zwei nicht einziehbare Haupträder und eine Bugkufe.
Der La 17 war 1959 fertiggestellt und führte noch im Herbst selben Jahres einige Flüge aus (Kennzeichen DM-3500). Da er nicht eigenstartfähig war, musste er mittels Winden- oder Flugzeugschlepp in die Luft befördert werden. Allerdings wurde die Erprobung nach kurzer Zeit wieder eingestellt, vermutlich weil sich das Konzept des „Motorgleiters“ nicht durchsetzte. Die Motorseglerentwicklung wurde danach in der DDR nicht mehr weiterverfolgt.

## Technische Daten
| Kenngröße           | Landmann La 17               |
| ------------------- | ---------------------------- |
| Spannweite          | 13,0 m                       |
| Länge               | 7,67 m                       |
| Flügelfläche        | 20,4 m²                      |
| Flügelstreckung     | 8,3                          |
| Rüstmasse           | 228 kg                       |
| Startmasse          | 420 kg                       |
| Beste Gleitzahl     | 13                           |
| Antrieb             | ein BK 350 mit 12 kW (16 PS) |
| Sinkgeschwindigkeit | 1,44 m/s                     |
| Besatzung           | 2                            |